# 아시안 하이웨이 67호선
아시안 하이웨이 67호선(AH67, )은 중화인민공화국 신장 위구르 자치구 이리 카자흐 자치주 쿠이툰시에서 카자흐스탄의 제즈카즈간까지 이어주는 아시안 하이웨이 노선망이자 고속도로이다.

## 주요 경유지

### 중화인민공화국
- 쿠이아 고속공로(중국어판) : 쿠이툰시 ~ 커라마이시
- S201 성도 : 커라마이시 ~ 어민현
- S221 성도 : 어민현 ~ 타청시

### 카자흐스탄
카자흐스탄은 도로 정보가 부정확하기 때문에 도로 이름 없이 주요 경유지로만 서술한다.
- 카자흐스탄을 관통하는 AH67의 주요 구간 : 바흐티(러시아어판) - 타스케스켄 - 칼바타우(러시아어판) - 세메이 - 파블로다르 - 카라간다 - 제즈카즈간